# Mišelj vrh
Il Mišelj vrh con 2.350 m s.l.m. è una montagna della Catena del Tricorno della Slovenia compresa nel parco nazionale del Tricorno.